# Saxifraga flagellaris
Espèce
Classification APG III (2009)
Saxifraga flagellaris est une espèce e plante herbacée vivace du genre Saxifraga appartenant à la famille des Saxifragacées que l'on rencontre dans les régions arctiques, au nord de la Norvège, et dans certaines zones du nord des montagnes Rocheuses. Cette espèce est considérée comme rare, mais elle n'est pas en danger d'extinction.

## Description
Sa tige solitaire est dressée et feuillue, mesurant de 3 à 10 cm de hauteur. Ses feuilles basales surgissent d'une rosette dense. Chaque tige possède une fleur terminale, rarement deux, aux pétales jaune d'or. La plante est plus ou moins rouge.

## Habitat
Elle croît dans des milieux humides, sur des zones gravillonneuses ou sur des tapis de mousses.